# Vicente Carlos Campillo
Vicente Carlos Campillo Candel (Santomera, Murcia, 22 de abril de 1951) es un entrenador de fútbol español. 

## Trayectoria profesional
Como técnico, el murciano Vicente Carlos Campillo, entrenó en sus inicios al Atlético Muleño una temporada, en la que el equipo de Mula quedó 6.º clasificado en Tercera y llegó a las semifinales de Copa de aficionados de España, posteriormente entrenó al Fútbol Club Torrevieja en la temporada 1983-1984. En la 1984-1985 entrenó al Real Murcia Club de Fútbol Imperial. Más tarde entrenaría al Real Murcia en Primera División desde la temporada 1984 hasta la 1987 alternando un descenso a Segunda División y su posterior ascenso la campaña posterior. Desde la temporada 1987-1989 entrenó al Córdoba CF en Segunda División B y también al Orihuela CF, Hércules CF, otra vez Real Murcia con que ascendió a Segunda División A en 1993. En esa categoría entrenaría al CF Extremadura y al Écija Balompié tras otro breve paso por la secretaría técnica del Real Murcia, para volver otra vez a coger las riendas del equipo murciano en Segunda División B en la 1997-1998. 
Después entrenaría al Xerez CD, al CP Cacereño, al CD Linares, al FC Cartagena en la 2004-2005, al Algeciras CF en la 2005-2006 y al Orihuela CF en la temporada 2006-2007.
Campillo es Técnico Deportivo Superior de Fútbol por el Consejo Superior de Deportes